# 拉圖雷特修道院
拉圖雷特修道院（Sainte Marie de La Tourette）是一座道明會修道院，位於法國里昂附近山坡，由建築師勒·柯布西耶設計。勒·柯布西耶於1953年5月開始拉圖雷特修道院設計，並於1961年完成。
2016年7月，拉圖雷特修道院等17項勒·柯布西耶的建筑作品被列為聯合國教科文組織世界遺產。

## 外部連結
- Couvent de la Tourette website （页面存档备份，存于）
- La Tourette at "Great Buildings Online" （页面存档备份，存于）
- La Tourette at Arcspace.com
- Staying at La Tourette: travel review （页面存档备份，存于）

45°49′10″N 4°37′21″E / 45.81944°N 4.62250°E
- High-resolution 360° Panoramas of Sainte Marie de La Tourette | Art Atlas （页面存档备份，存于）